# Finasteride
La finasterìde è un farmaco inibitore dell'enzima 5-alfa reduttasi di tipo II, un enzima espresso in diversi tessuti che converte il testosterone nello steroide androgenico più attivo diidrotestosterone (DHT). L’inibizione di questo enzima riduce perciò i livelli di DHT.
La finasteride è utilizzata per il trattamento dell'iperplasia prostatica benigna, del cancro alla prostata e dell'alopecia androgenetica.
Prodotta dalla società farmaceutica Merck, è stata introdotta negli Stati Uniti nel 1992 con il nome di Proscar (finasteride 5 mg) per il trattamento dell'iperplasia prostatica e nel 1997 con il nome di Propecia (finasteride 1 mg) per il trattamento dell'alopecia androgenetica. In Italia la vendita della molecola è stata autorizzata nel 1997 per il trattamento dell'iperplasia prostatica e nel 1999 per il trattamento dell'alopecia. Attualmente il farmaco viene commercializzato da numerose società farmaceutiche come farmaco equivalente.

## Storia
Nel 1974, la Dott.ssa Julianne Imperato-McGinley avviò un esame dettagliato su un gruppo di bambini ermafroditi provenienti dalle regioni caraibiche, con l'obiettivo di comprendere le cause alla base dello sviluppo sessuale atipico. Questi bambini, nati con entrambi i sessi, manifestavano durante la pubertà lo sviluppo dell'organo genitale maschile.
Le ricerche condotte evidenziarono che la causa di questa anomalia risiedeva in una mutazione genetica che provocava una carenza dell'enzima 5-alfa-reduttasi, determinando di conseguenza una mancanza di DHT.
Verso la fine degli anni '70, il dirigente della divisione di ricerca della società farmaceutica americana Merck, P. Roy Vangelos, mostrò interesse per questo caso e osservò che i bambini con tale mutazione genetica presentavano una prostata più piccola rispetto alla norma. Da qui, nacque l'ipotesi che un aumento di DHT potesse correlarsi a un ingrossamento della prostata.
In base a tali constatazioni, fu avviato uno studio mirato allo sviluppo di un farmaco in grado di inibire l'enzima 5-alfa-reduttasi di tipo 2, particolarmente attivo nelle zone prostatiche e del cuoio capelluto, con l'obiettivo di trovare una soluzione per l'ipertrofia prostatica benigna.
Merck successivamente sintetizzò il Finasteride. Il farmaco ottenne l'approvazione dalla FDA (Food and Drug Administration) nel 1992 con il dosaggio di 5 mg.
Nel 2006 è scaduto il brevetto Merck, e da allora il Finasteride è stato commercializzato con vari nomi, tra cui Finastid, Finestar, Asterid, Genaprost, Prostide, e altri.

### Effetti secondari di Finasteride sui capelli
Fin dalle prime fasi di ricerca, è stato notato che, nella maggioranza dei partecipanti, l'uso di Finasteride è risultato collegato a un miglioramento delle condizioni dei capelli e a significativi recuperi in individui colpiti dalla perdita dei capelli.
Dato il comprovato successo del farmaco nel contrastare la caduta dei capelli causata dall'alopecia androgenetica, la società Merck ha sviluppato un prodotto dedicato con una dose di 1 mg e successivamente commercializzato sotto il nome "Propecia", mirando a inibire il processo che porta alla calvizie.
Nel 1997, la FDA ha approvato e introdotto sul mercato Propecia 1 mg. Il farmaco è disponibile in Italia dal 1999.

#### Meccanismo d'azione di Finasteride nell'alopecia androgenetica
Il processo di miniaturizzazione dei follicoli piliferi, che porta a capelli sempre più sottili e privi di pigmento fino all'interruzione della crescita, è principalmente causato dall'ormone diidrotestosterone (DHT). Questo ormone si forma attraverso la sintesi del testosterone grazie all'azione dell'enzima 5-alfa-reduttasi.
Esistono due varianti di questo enzima. Il tipo 1, che contribuisce a circa il 30% del DHT, non si trova nei follicoli piliferi, ma prevalentemente in specifiche aree del corpo, come il cervello, il fegato, le ghiandole sebacee, le ghiandole surrenali, i reni, il tessuto adiposo e la pelle del petto e della schiena.
Il tipo 2 dell'enzima 5-alfa-reduttasi, invece, è responsabile di circa il 60% del DHT nel nostro organismo ed è presente principalmente nella prostata, nei follicoli piliferi del cuoio capelluto e della barba, nelle vescicole seminali, nella pelle del petto, nel tessuto adiposo e nel fegato.
Dalla classificazione precedente emerge che il tipo 2 dell'enzima è coinvolto maggiormente nella conversione del testosterone in diidrotestosterone.
Finasteride è un inibitore azosteroideo che agisce selettivamente nell'isoforma di tipo II dell'enzima 5-alfa-reduttasi ed ha la capacità di prevenire la conversione del testosterone in DHT a livello tissutale.

## Altri possibili utilizzi off-label del farmaco e sperimentazioni

### Efficacia nelle donne in caso di alopecia androgenetica ed irsutismo
Nonostante la finasteride sia approvata esclusivamente per l'utilizzo in soggetti di sesso maschile, diversi studi hanno valutato l'efficacia di una terapia a base di finasteride nelle donne affette da alopecia androgenetica o irsutismo. I risultati relativi all'alopecia androgenetica sono misti: alcuni studi randomizzati e in doppio cieco non hanno riportato risultati significativi in donne in età sia pre sia post menopausa, mentre altri studi prospettici su più piccola scala hanno mostrato segnali positivi sia per la finasteride (2,5 mg/die) in associazione a contraccettivo, sia come terapia singola (in dosi sempre superiori a 2,5 mg/die) Secondo i ricercatori coinvolti in questi studi sono comunque necessari studi su larga scala e non è chiaro se la presenza di iperandrogenismo sia una condizione necessaria per il successo della terapia con finasteride.
Un ulteriore utilizzo della finasteride nelle donne riguarda il trattamento dell'irsutismo. Nonostante si tratti di un utilizzo off-label, l'efficacia della finasteride nel trattamento dell'irsutismo è dimostrata da diversi studi.

### Finasteride utile anche in caso di alcolismo
Dopo aver indagato sugli impatti di finasteride relativi a capelli e prostata, nel 2013 è stata condotta una ricerca sull'applicabilità del farmaco nel trattamento della dipendenza da alcol. Lo studio, guidato dal professore Michael S. Irwig della George Washington University, ha pubblicato su Alcoholism: Clinical and Experimental Research i risultati di un esperimento volto a moderare il consumo di alcol attraverso l'uso del medicinale.
I partecipanti alla ricerca, un gruppo di 83 soggetti che avevano manifestato effetti collaterali sessuali in seguito all'assunzione di finasteride, sono stati esaminati attentamente. È noto che uno degli inconvenienti di finasteride è la potenziale persistenza di effetti collaterali di questo tipo, anche dopo la cessazione della terapia. Tuttavia, il dottor Irwig ha osservato che questo fenomeno era associato anche a una significativa diminuzione del consumo di bevande alcoliche.
Per approfondire tale ipotesi, i ricercatori hanno sottoposto i volontari a questionari riguardanti il consumo di alcol, la funzionalità sessuale e il loro stato generale di salute. Secondo le informazioni filtrate dagli esperti, è emersa una riduzione del consumo di alcol superiore al 65% tra i partecipanti. Con precisione, 18 uomini hanno adottato uno stile di vita astemio, mentre molti altri hanno notevolmente ridotto il consumo di alcol.
L'effetto osservato potrebbe essere attribuibile ai neurosteroidi, ovvero ormoni e neuro modulatori in grado di influenzare specifiche regioni cerebrali correlate alle emozioni, motivazioni e cognizione. Le bevande alcoliche sembrano stimolare la produzione di neurosteroidi, mentre finasteride, agendo come inibitore della 5α-reduttasi, sembra essere in grado di contrastarli efficacemente.
La finasteride è stata oggetto in alcuni paesi di fenomeni di disease mongering, cioè la pratica di sponsorizzazione e medicalizzazione di nuove patologie che non rientrano strettamente in questa definizione allo scopo di espandere il bacino di vendita di un prodotto farmaceutico.

## Farmacodinamica
Finasteride inibisce la testosterone 5-alfa reduttasi di tipo II, forse per interazioni del terminale ter-butilico. Pur assodata la relazione, non si conoscono infatti con sufficiente sicurezza scientifica le ragioni chimico-biologiche alla base di questa interazione. La molecola sembra comunque inibire uno dei due sottotipi di 5-alfa reduttasi, in particolare l'isoenzima di tipo II.
Legandosi con la 5-alfa reduttasi la finasteride impedisce al testosterone di trasformarsi in diidrotestosterone (DHT) producendo un abbassamento dei valori del DHT e un aumento dei valori del testosterone plasmatici. Nel corso dello studio PLESS si è osservato che a 24 mesi dall'inizio della terapia è stata registrata una riduzione media dei valori plasmatici di DHT del 70% e un aumento medio dei valori plasmatici di testosterone del 10-20%. I valori del testosterone circolante, seppur aumentati, sono rimasti entro i limiti fisiologici.
Inoltre, la finasteride non ha prodotto alcun effetto, rispetto al placebo, sui livelli plasmatici di cortisolo, estradiolo, prolattina e tiroxina; ha prodotto un aumento non eccedente i limiti fisiologici dei valori dell'ormone luteinizzante (LH) e dell'ormone follicolo-stimolante (FSH).
Altri studi hanno misurato una riduzione di DHT nello scalpo pari a circa il 64% e il 69% del totale alle dosi, rispettivamente, di 1 mg e 5 mg/die dopo 42 giorni.

## Farmacocinetica
Dopo somministrazione orale finasteride viene rapidamente assorbita dal tratto gastrointestinale. La concentrazione plasmatica massima (Cmax) viene raggiunta dopo circa 2 ore (Tmax) dall'assunzione. La biodisponibilità raggiunge l'80% circa. Il legame con le proteine plasmatiche è circa del 93%. Il farmaco viene metabolizzato a livello epatico dal sistema del citocromo P450 (subfamiglia 3A4, CYP3A4) e i metaboliti perdono più dell'80% di attività inibitoria. L'emivita del farmaco varia scarsamente con l'età assestandosi sulle 5-13 ore. I metaboliti idrofili vengono escreti per circa il 40% con le urine e la clearance plasmatica varia da 120 a 220 mL/min. Il 60 % del farmaco viene invece eliminato per via fecale. Si riscontra un volume di distribuzione di circa 70 litri.

## Usi clinici
Finasteride è indicata per il trattamento della iperplasia benigna della prostata in quanto determina una regressione dell'ingrossamento della prostata, migliorando il flusso delle urine e la sintomatologia associata. Il trattamento con finasteride riduce l'incidenza di ritenzione acuta di urina e la necessità di sottoporsi all'intervento chirurgico, di resezione transuretrale della prostata (TURP) e prostatectomia.
È utilizzata nel trattamento del tumore della prostata per ridurne le dimensioni, essi sono infatti molto sensibili all'azione degli ormoni androgeni come il diidrotestosterone. L'inibizione della sua sintesi può portare quindi a una notevole riduzione delle dimensioni del tumore migliorando quindi il successo della chirurgia e delle terapie.
Il diidrotestosterone è inoltre il maggior responsabile della atrofia del follicolo pilifero dei capelli negli uomini: l'inibizione della sintesi di questo ormone è in grado di bloccare il processo di caduta dei capelli negli uomini e, in alcuni casi, di stimolare la ricrescita dei capelli da follicoli atrofizzati.

### Dosi terapeutiche
La dose raccomandata è pari a 5 mg, una volta al giorno, lontano dai pasti nel caso del trattamento delle patologie prostatiche. Un trattamento di durata pari ad almeno sei mesi si può rendere necessario per stabilire se il farmaco sia in grado di determinare una risposta favorevole. Sono comunque possibili miglioramenti in tempi più brevi.
Nel trattamento della alopecia androgenetica le dosi sono di 1 mg al giorno da assumere a tempo indefinito.

### Risultati terapeutici
Nell'ambito degli studi a lungo termine sull'efficacia e la sicurezza di finasteride (The Proscar Long-Term Efficacy and Safety Study, PLESS) la terapia con finasteride 5 mg ha ridotto il rischio di intervento di prostatectomia del 55% e di ritenzione urinaria del 57%, e si è registrato un miglioramento di tutto il quadro sintomatologico legato all'iperplasia prostatica.
Negli studi di fase III a lungo termine sull'efficacia di finasteride (1 mg) per il trattamento dell'alopecia androgenetica il 90% dei pazienti trattati ha ottenuto un miglioramento visibile o l'arresto dell'avanzamento dell'alopecia androgenetica: rispettivamente il 48% e il 42% dei pazienti coinvolti. Sia nel caso della terapia con finasteride 1 mg sia in quello di terapia con finasteride 5 mg, gli effetti terapeutici scompaiono gradualmente alla sospensione della terapia.
Nel 2011 sono stati pubblicati i risultati di un follow-up a 10 anni su 118 uomini di età compresa tra 20 e 61 anni, Secondo lo studio l'efficacia del farmaco resta stabile nel corso dei 10 anni e il 21% dei pazienti osserva miglioramenti anche dopo il quinto anno di trattamento, ovvero dopo il periodo studiato dagli studi di fase III.
Sulla base dei dati ottenuti nel Prostate Cancer Prevention Trial (PCPT) del 2003, uno studio su larga scala condotto su 35.000 pazienti per valutare gli effetti della finasteride sullo sviluppo del cancro alla prostata, è stato calcolato che l'uso di finasteride riduce del 25% il rischio di sviluppare questa patologia.

## Effetti collaterali
Nello studio PLESS, gli effetti collaterali più frequentemente riportati sono stati quelli relativi all'apparato genitourinario. Il 3,7% dei pazienti in cura con finasteride e il 2,1% dei pazienti trattati con placebo hanno abbandonato lo studio a causa di effetti avversi su questo apparato. Negli anni dal secondo al quarto dello studio non è stata riscontrata una differenza statisticamente significativa nell'incidenza di disturbi dell'erezione, dell'eiaculazione e di calo della libido tra i pazienti trattati con il farmaco e i pazienti nel gruppo di controllo.
Risultati simili sono stati ottenuti negli studi clinici con finasteride utilizzata per il trattamento dell'alopecia. I disordini dell'apparato genitourinario sono risultati non comuni (incidenza tra 1/100 e 1/1000). L'incidenza di tali effetti collaterali è diminuita fino allo 0,6% nel corso degli anni successivi al primo e fino al termine dello studio. Nella fase post-marketing sono stati riportati altri effetti collaterali comprendenti orticaria, esantema, prurito, gonfiore delle labbra e del volto, dolorabilità e ingrossamento della mammella, dolore testicolare.
La persistenza di disfunzione erettile e di altri effetti avversi inerenti alla sfera sessuale dopo sospensione del trattamento con finasteride è stata verificata anche in fase postmarketing a seguito di segnalazioni ricevute via internet da alcuni utilizzatori del farmaco per alopecia. L'agenzia del farmaco svedese e del Regno Unito hanno richiesto alla società produttrice di aggiungere una nota riguardante queste segnalazioni nel foglietto illustrativo.
Nell follow-up a 10 anni gli effetti collaterali sono stati riscontrati nel 6% dei pazienti (7 pazienti su 118). I ricercatori non hanno riscontrato insorgenza di ginecomastia, depressione e modificazioni della spermatogenesi.
Nel 2009, l'agenzia di controllo per i medicinali e i dispositivi medici inglese (MHRA) ha pubblicato i risultati di una ricerca condotta sugli studi clinici e sull'esperienza post-marketing con finasteride, secondo cui non si può escludere che la terapia con finasteride aumenti il rischio di contrarre carcinoma mammario. Secondo gli esperti dell'MHRA, nonostante nei dati clinici non sia rinvenibile un aumento significativo dell'incidenza del carcinoma mammario nei pazienti trattati con finasteride, rispetto ai pazienti trattati con placebo (7-8 su 100 000 pazienti per anno contro 3-8 su 100 000 pazienti per anno) si può osservare un trend di incremento dell'occorrenza del carcinoma mammario nei pazienti in cura con finasteride. Questo stesso trend non è rinvenibile negli studi clinici su Propecia. Nell'esperienza post-marketing, dal 1992 al 2009 sono stati riportati 50 casi di carcinoma mammario in pazienti in terapia con finasteride per problemi di iperplasia prostatica (44 confermati da analisi medica) e 4 casi in pazienti in cura per alopecia (3 confermati) dal 1999 al 2009. Alla luce di questa ricerca il carcinoma mammario sarà incluso come effetto collaterale riportato durante gli studi clinici e nella fase post-marketing nei foglietti illustrativi del farmaco.
Dal 2005 a gennaio 2009 la finasteride è stata inserita nell'elenco delle sostanze proibite dell'agenzia mondiale antidoping, in quanto agisce come mascherante nei confronti di alcuni tipi di steroidi anabolizzanti appartenenti alla famiglia del nandrolone. Questo avrebbe consentito agli atleti di incrementare le prestazioni sportive in modo illecito. Negli anni seguenti il progresso nelle tecniche di controllo antidoping ha reso possibile la rimozione della finasteride dalla lista delle sostanze proibite. La finasteride è rimasta disponibile per gli atleti anche negli anni tra il 2005 e il 2009 all'interno del protocollo TUE (Therapeutic Use Exception - Eccezione per uso terapeutico).

### Sindrome post-finasteride
La finasteride si è dimostrata in grado di causare un'ampia gamma di disordini persistenti alla sospensione del trattamento sulla sfera emotiva e sessuale che vengono definiti nel complesso sindrome post finasteride. Tali disordini sono stati evidenziati in fase post marketing in particolare in pazienti che hanno fatto uso cronico della sostanza per il trattamento dell'alopecia androgenetica. Questa sindrome, pur descritta ed evidenziata in diversi studi e riprodotta in modelli murini, non è ancora formalmente riconosciuta dalla maggior parte delle autorità della farmacovigilanza (AIFA) perciò non è riportata nei foglietti illustrativi, nelle linee guida e non sono stati diramati bollettini volti a informare specialisti e medici di famiglia di questa eventualità. Ciò contribuisce a generare erronee diagnosi di disfunzioni sessuali con causa psicologica, che vengono perciò affrontate in maniera inadeguata, e alla mancata segnalazione alle autorità di farmacovigilanza dei casi con grave sottostima del fenomeno.
Non è stato attualmente individuato un fattore diagnostico (test di laboratorio) in grado di confermare la presenza della patologia: i classici parametri ormonali ematici comunemente associati alla comparsa di disfunzioni sessuali (abbassamento testosterone, innalzamento prolattina) risultano nella norma.
L'eziologia della sindrome e l'incidenza sono sconosciuti, così come non sono noti trattamenti. Nella sindrome potrebbero essere implicati anche meccanismi di alterazione epigenetica.

#### Sintomi
I sintomi di questa patologia possono comparire durante il trattamento persistere oppure, più raramente, comparire in corrispondenza della sospensione dell'assunzione della sostanza. I sintomi più comuni, che possono essere presenti contemporaneamente o meno, consistono in:
- Sintomi sessuali: riduzione delle erezioni mattutine, disfunzione erettile, desiderio sessuale ipoattivo, disfunzione eiaculatoria con diminuzione dell'intensità orgasmica, riduzione del getto e del volume seminale, riduzione delle dimensioni del pene, induratio penis plastica, intorpidimento del pene, riduzione del volume testicolare e intorpidimento testicolare.
- Sintomi fisici sistemici: ginecomastia, astenia cronica, svogliatezza, ipotrofia muscolare, debolezza muscolare, contrazioni muscolari, secchezza della cute, diminuzione della produzione del sebo, assottogliamento della pelle, melasma incremento del peso corporeo e della massa grassa, diminuzione della temperatura corporea, tinnito, riduzione di HDL, aumento dei trigliceridi.
- Sintomi neurologici: riduzione della memoria, rallentamento dei processi cognitivi, diminuzione della comprensione, danni alla capacità di problem solving, depressione, ansia, insonnia, pensieri suicidi, piattezza emotiva, anedonia.[42][43][44][45][46]
- Sintomi immunologici: depressione immunitaria

In uno studio osservazionale condotto dall'università di Trieste su 79 uomini è risultato che il sintomo più frequentemente riportato era la diminuzione della sensibilità genitale (rilevata nell'87,3% dei pazienti), diminuzione della forza eiaculatoria (riportata dall'82,3%), anedonia (75,9%), mancanza di concentrazione (72,2%) e diminuzione del tono muscolare (51,9%).

#### Prevalenza
In uno studio è emerso che il 31,4% degli uomini che stavano assumendo un inibitore delle 5α-reduttasi (finasteride e dutasteride) che non soffrivano precedentemente di disfunzione erettile, hanno cominciato a sperimentare questo effetto collaterale che è persistito a seguito della sospensione nell'1,4% dei pazienti trattati.
In altro studio retrospettivo, in cui si sono analizzate le segnalazioni di 4 910 soggetti a seguito della assunzione di finasteride per il trattamento dell'alopecia androgenetica al dosaggio di 1 mg al giorno, sono stati identificati 611 casi di seri e persistenti effetti collaterali sia a livello sessuale (577 casi, pari all'11,8%), sia a livello mentale (39 casi, 7,9%) che sono risultati in 6 casi di suicidio.

#### Eziologia
Non è nota l'eziologia della patologia. Degli studi hanno evidenziato una significativa alterazione nel livello di neurosteroidi nel fluido cerebrospinale di pazienti con la patologia.
In modelli animali si è osservato un aumento del livello di recettori per gli andorgeni nella corteccia cerebrale e un aumento della subunità beta-3 del recettore del GABA-A nel cerebellum.

### Ulteriori possibili effetti sull'organismo
Oltre agli effetti riscontrati nelle sperimentazioni cliniche e riportati nei foglietti illustrativi del farmaco, alcuni recenti studi hanno ipotizzato l'esistenza di altri effetti sull'organismo potenzialmente legati all'assunzione di finasteride.
In alcuni studi preliminari non randomizzati, senza doppio cieco e senza gruppo di controllo, è stato ipotizzato che la finasteride possa indurre sintomi depressivi in pazienti predisposti. Secondo questa ipotesi, la finasteride impedirebbe l'alfa-riduzione del progesterone in allopregnanolone, un neurosteroide che secondo altri studi sarebbe carente negli individui depressi. Tuttavia, i ricercatori coinvolti in questi studi sostengono che allo stato attuale non sia possibile stabilire l'esistenza di un legame tra l'assunzione di finasteride e questi meccanismi fisio-patologici.
In uno studio pilota su un solo soggetto, la finasteride è stata anche utilizzata come terapia per la sindrome di Tourette in sostituzione della classica terapia con antiandrogeni.
In una ricerca eseguita nell'università di Sun Yat-sen in Cina, tramite uno screening ad alto rendimento su diversi farmaci, finasteride è stata identificata per avere la migliore potenza per aiutare la generazione di cellule di immunosoppressione, le MSDC.
Negli studi clinici il valore medio dell'antigene prostatico specifico (PSA) sierico è diminuito. Di ciò bisogna tenere conto nella valutazione di questo esame nei soggetti che assumono il farmaco.
Non essendo stati condotti studi specifici, mancano dati sulla fertilità a lungo termine dell'uomo, sugli effetti della finasteride nell'ipofertilità maschile e sull'effetto dell'insufficienza epatica sulla farmacocinetica della sostanza.

## Controindicazioni
Il farmaco è controindicato nei soggetti con ipersensibilità al principio attivo oppure a uno degli eccipienti.
É sconsigliata la somministrazione di finasteride in concomitanza ad androgeni e testosterone.
Le donne gravide di feti maschi devono evitare di ingerire o di assorbire il farmaco attraverso la pelle a causa del rischio di malformazione dei genitali esterni del nascituro.

## Sintesi del farmaco
Nelle aziende farmaceutiche la finasteride è sintetizzata a partire dal progesterone: